# Anchoa argentivittata
Anchoa argentivittata is een  straalvinnige vissensoort uit de familie van ansjovissen (Engraulidae). De wetenschappelijke naam van de soort is voor het eerst geldig gepubliceerd in 1904 door Regan.
De soort staat op de Rode Lijst van de IUCN als niet bedreigd, beoordelingsjaar 2007.